# 日本交通技術
日本交通技術株式会社（にっぽんこうつうぎじゅつ）は、東京都台東区上野に本社を置く、鉄道（土木・軌道）に関するコンサルタントを主体とする建設コンサルタント会社。鉄道部門における売上高においては業界上位に位置する。

## 概要
日本交通技術株式会社（Japan Transportation Consultants,Inc.以下JTC）は、1958年に第7代日本国有鉄道総裁である藤井松太郎によって設立された株式会社である。JTCは、本社を東京都台東区に、支社・支店を札幌・名古屋・大阪・福岡におき、鉄道を主とする建設コンサルタントとして、鉄道設備などに関する環境・騒音・振動調査、地質調査、測量、実験、解析、計画、設計及び施工監理の業務を国内・海外において行っている。国内における主要な事業実績としては、新幹線建設及び施設改良、JRの連続立体化、私鉄線の建設及び施設改良、高速道路建設、本四連絡橋建設、リニア鉄道施設建設等がある。海外における主要な事業実績としては、ガーナ鉄道整備計画、インドネシア・ジャワ北線軌道修復事業コンサルティング業務、ハノイ～ホーチミン間鉄道橋梁修復業務、ウズベキスタン鉄道新線建設事業9などがある。JTC発行済株式総数は12万株（資本金6000万円）であるが、定款による株式譲渡制限がなされており、未上場である。大株主上位8社のうち3社はJR系列のコンサルティング会社であり（うち2社が各15％を保有する筆頭株主である）、これら3社が保有するJTC株式の発行済株式総数に占める割合は35％となっている。従業員数は合計194名、平均年齢は46.1才となっている（2013年末現在）

## 事業所
- 本社 ：東京都台東区上野7丁目11番1号
- 支店：札幌・名古屋・大阪・九州（福岡）
- 営業所：横浜・静岡・岐阜

## 登録事業
- 建設コンサルタント業（登録番号：建26第36号）
- 地質調査業（登録番号：質26第979号）
- 測量業（登録番号：第(14)-305号）
- 一級建築士事務所（東京都知事登録第15899号）
- 計量証明事業（大阪府知事登録第10418号・第10419号）

## 資格者数
- 技術士：29名
- 測量士：23名
- 一級建築士：3名
- 1級土木施工管理士：17名
- 環境計量士：1名
- RCCM：26名

計141名（2017年4月1日現在）

## 加盟協力団体
- （公社）土木学会
- （一社）建設コンサルタンツ協会
- （一社）日本鋼構造協会
- （一社）日本鉄道施設協会
- （一社）交通工学研究会
- （一社）海外鉄道技術協力協会（JARTS）
- （一社）日本鉄道技術協会  その他

## 沿革
- 1958年8月：日本交通技術株式会社を設立（資本金1,000万円）。本社を東京都千代田区神田旅籠町2-12鈴木ビルに置く
- 1962年6月：測量業者登録
- 1963年4月：大阪支店を開設
- 1965年2月：建設コンサルタント登録
- 1965年3月：資本金3.000万円に増資
- 1965年4月：札幌支店・小倉支店・名古屋営業所を開設
- 1967年2月：盛岡連絡所を開設
- 1967年4月：名古屋営業所を支店に改称
- 1968年3月：日本交通技術労働組合を結成
- 1968年7月：資本金6,000万円に増資
- 1976年9月：一級建築士事務所登録
- 1977年5月：仙台連絡所を開設
- 1977年10月：計量証明事業登録
- 1983年11月：広島出張所を開設
- 1984年4月：岡山出張所を開設
- 1985年2月：地質調査業登録
- 1985年3月：盛岡連絡所を廃止
- 1987年3月：北陸出張所・四国出張所を開設
- 1988年8月：盛岡営業所・横浜営業所を開設、仙台連絡所を営業所に改称
- 1989年6月：（株）テスに出資(出資額200万円)
- 1992年3月：静岡出張所を開設
- 1992年5月：奈良出張所を開設
- 1992年7月：小倉支店を九州支店に、広島出張所を広島営業所にそれぞれ改称
- 1993年2月：環境調査部を設置
- 1998年4月：本社ビル完成。本社（東京都台東区上野7丁目11番1号）を移転
- 1999年7月：調査部及び環境調査部を統合し、環境・調査部を設置
- 1999年7月：ISO推進室を設置
- 1999年9月：各出張所を営業所に改称
- 2001年4月：業務部を営業部に改称
- 2001年12月：企画室及び技術管理室を廃止
- 2002年1月：軌道部を廃止し、設計第二部に軌道課を設置
- 2004年1月：ISO推進室を廃止
- 2004年4月：海外室を国際部に改称
- 2005年4月：設計第一部・第二部を統合し、設計部を設置
- 2005年9月：福岡営業所を廃止
- 2007年4月：情報技術室を廃止し、総務部へ統合。環境・調査部及び都市交通計画部を統合し、環境・交通計画部を設置
- 2008年8月：創立50周年記念式典挙行
- 2009年1月：岡山営業所・奈良営業所を廃止
- 2009年5月：技術開発部を廃止、品質管理室・設計部技術開発課を設置
- 2010年1月：環境・交通計画部と大阪支店調査課を統合し、環境調査計画部を設置
- 2010年4月：盛岡営業所・北陸営業所を廃止
- 2010年6月：西日本支社を設置（名古屋支店・大阪支店・九州支店を管轄）。設計部を分割し、設計一部・設計二部を設置
- 2011年4月：経営企画室を設置、広島営業所を廃止
- 2013年4月：品質管理室を技術管理室に改称
- 2014年9月：コンプライアンス監査室を設置
- 2014年10月：仙台営業所を廃止
- 2014年11月：岐阜営業所を開設
- 2014年12月：国際部を（株）長大へ譲渡。

## 外国公務員贈賄事件
2014年3月にマスコミの取材によって同社がインドネシア・ベトナム・ウズベキスタンの3ヶ国で鉄道事業関係者にリベートを提供していたことが発覚した。法人としての日本交通技術及び同社の経営幹部3人が、不正競争防止法違反容疑で起訴された。東京地裁平成27年2月4日判決は、同社に罰金9,000万円、甲代表取締役（役職は事件発覚時。以下も特記がない場合は同様）に懲役2年（執行猶予付き、以下も同じ）、乙常務取締役に懲役3年、丙取締役に懲役2年6月の判決を言い渡した（確定）。本事件に関連して、日本交通技術は、JICAからODA事業への契約締結・参加停止処分を受け、同業他社に事業部門を譲渡する形で海外事業から完全撤退した。また、国内の地方公共団体等からも指名競争入札に関する指名停止処分を受けた。